# 섹스 돌

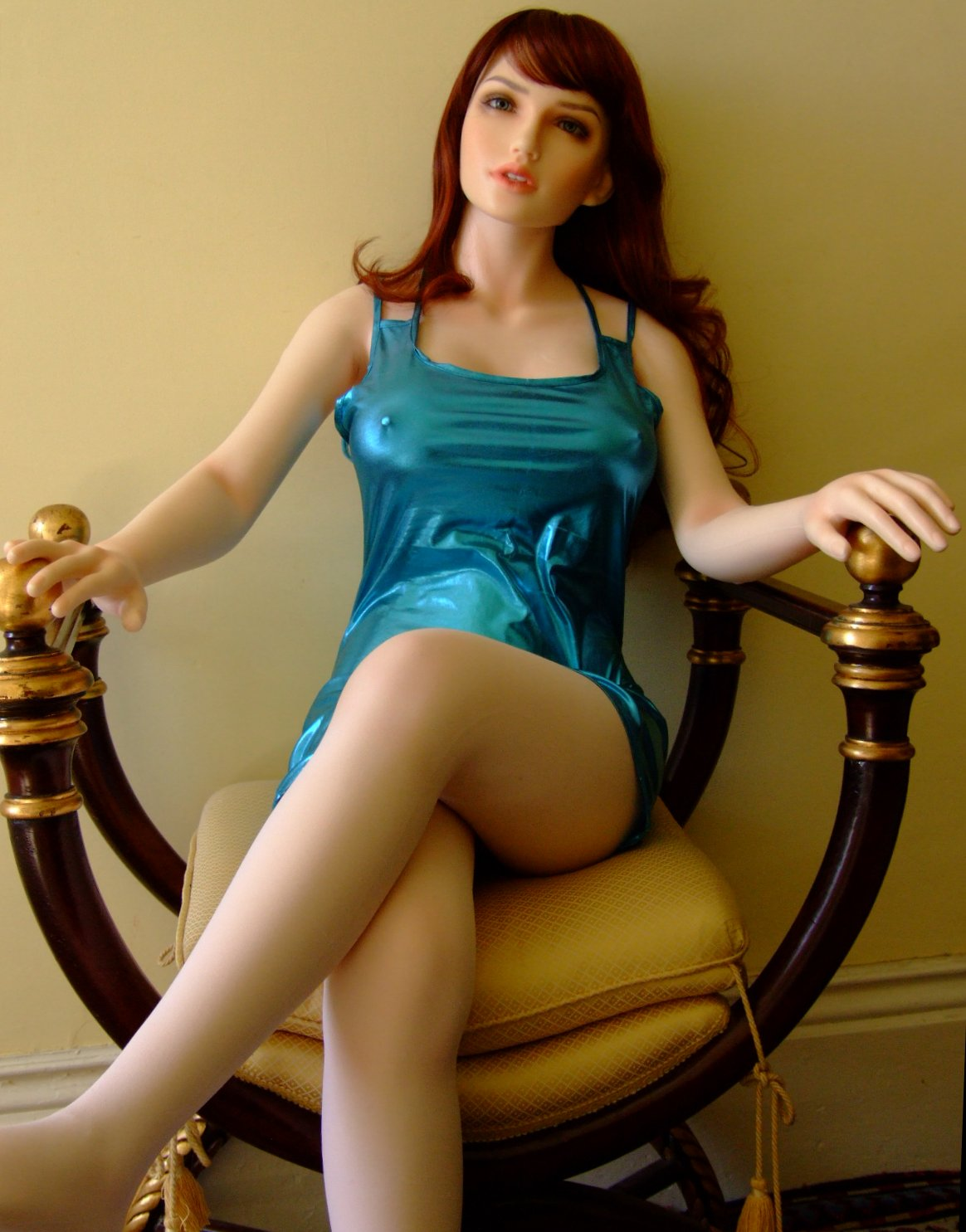
현대 섹스돌의 첫 번째 세대 중 하나이다.

섹스돌(영어: sex doll) 또는 러브돌(영어: love doll)은 자위행위를 위한, 성적인 파트너의 크기와 형태를 갖춘 성인 용품의 일종이다. 영어로 joy toy, fuck doll, blowup doll이라고도 부른다. 섹스 인형은 질, 항문, 입, 음경 등의 성적 자극을 위한 부분과 몸 전체, 머리, 다른 신체의 일부로 구성될 수 있다. 이러한 부분은 진동 기능이 있거나 제거, 교체할 수도 있다. 섹스돌은 다양한 형태가 존재하지만, 더욱 복잡한 상호작용을 보여줄 수 있도록 설계된 의인화된 창조물인 섹스 로봇과는 구분된다.

## 리얼돌
리얼돌이라는 이름은 미국의 '어비스 크리에이션즈'(Abyss Creations)에서 2003년에 처음 출시한 RealDoll에서 이름이 유래했다.

## 역사
어떤 최초의 섹스돌은 17세기의 네덜란드의 선원들이 기나긴 항해를 즐거이 보내기 위해 개발하였다. 프랑스어로 dame de voyage, 스페인어로 dama de viaje로 불린 이 자위용 인형은 기운 옷이나 오래된 옷들로 만들어졌으며 오늘날의 섹스돌의 직계 조상이다. 네덜란드 선원들은 난학의 시기에 이 인형을 일본인들에게 팔았고, 그리하여 "더치 와이프"는 오늘날에도 때때로 일본에서 섹스돌을 지칭하기 위해 사용된다.

상업적으로 제조된 섹스돌의 제일 오래된 기록 중 하나는 1908년으로 거슬러 올라가며, 이완 블로흐의 The Sexual Life of Our Time에 등장한다. 블로흐는 다음과 같이 서술했다.
이러한 맥락에서 사람의 신체나 그 일부의 인공적인 모방에 영향을 받은 성적인 행위를 언급할 수 있다. 이 포르노 기술의 영역에는 고무와 다른 중합체 재료를 사용하여 성적인 목적을 위해 남녀의 신체 전체를 만들어낸 영리한 기계공 보캉송이 정말로 존재했다. 좀 더 유념할 만한 것은 자연스럽게 만들어진 생식기관이다. 바르톨린선의 분비는 기름이 채워진 "공압 튜브"로 모방되었지만 말이다. 정액의 사정도 이와 비슷한 방식으로 모방되었다. "파리지앙 고무 인형" 의 특정한 생산자들이 카탈로그에서 이러한 인공적인 인간의 모형을 제공하고 있다.

나치 독일이 보그힐트 프로젝트의 일환으로 2차 세계 대전 기간에 군인들을 위한 섹스돌을 만들었다는 보고는 신뢰할 수 있는 출처로 검증되지 않았고 현재 혹스로 취급된다.
성관계 동반자로서의 인간을 대체하기 위한 인간 시뮬라크르의 생산은 20세기 후반에 몇 차례의 기술적인 혁신을 거쳤다. 1970년까지 비닐, 라텍스, 실리콘은 섹스돌을 생산하는 데 제일 흔히 사용되었다. 특히 실리콘으로 재현율을 높일 수 있었다.
1982년에 있었던 섹스돌을 영국으로 수입하려는 시도는 영국에서 판매하는 것이 위법하지 않은 "음란하거나 외설적인" 물건을 수출받는 것을 금지하는 법을 위반하는 의도되지 않은 결과를 초래했다. 영국 간접세무국의 사무관에게 인형을 압류당한 데이비드 설리번의 콘게이트 주식회사는 이 사건을 유럽재판소에 제기하여, 1987년에 승소했다. 영국은 로마조약에 의거하여 유럽공동체끼리 자유 무역 장벽을 구성하였기 때문에, 1876년부터 이러한 엄중한 금지를 해제하도록 강제되었다.
트로틀라를 설립한 타카기 신은 페도필리아적 성향의 남성이 안전하고 합법하게 성욕을 해소할 수 있는 길을 제공한다는 믿음으로 어린아이를 흡사하게 재현한 섹스돌을 생산했다. 피터 파간 박사는 이러한 제품을 이용하면 강화 효과를 초래해 아동성애적인 행동을 취할 위험이 증가할 수 있다고 반박하였다. 호주 공공기관은 2013년부터 법적으로 아동 학대물로 분류된 10대의 섹스돌을 수입할 경우 전량을 몰수하고 있다.

## 상업적인 형태

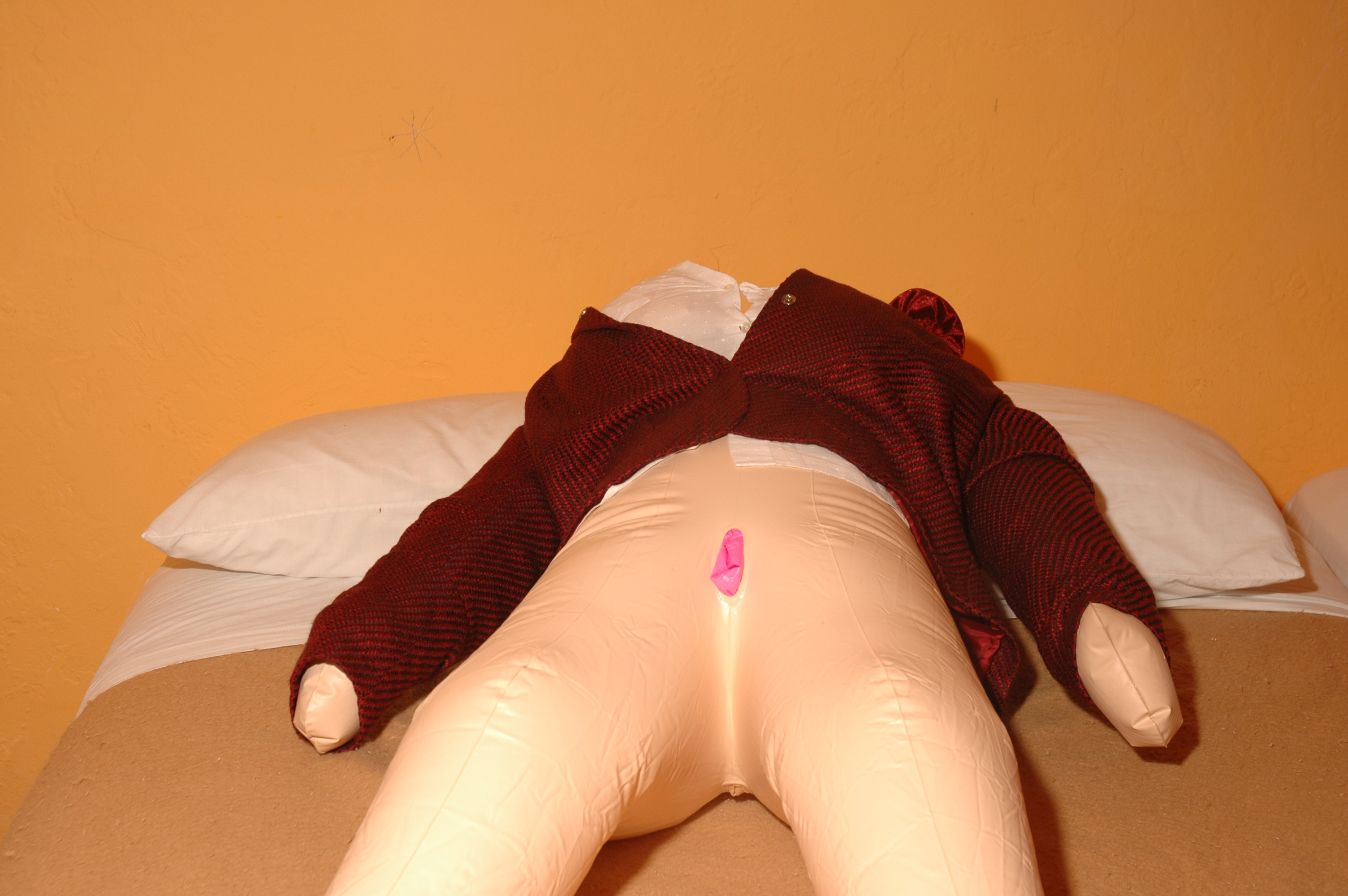
부풀리는 섹스돌의 예시

싸구려 섹스돌은 바람을 사용해 부풀린다. 이러한 가격이 낮은 인형들은 대개 폴리염화비닐을 용접하여 만들며 실제의 사람과 크게 닮지 않았다. 이러한 인형은 인공적인 느낌이 강하며 질이나 음경이 조잡하게 재현되곤 하지만, 대부분의 사용자는 가격적인 면을 고려해 그러한 단점을 감내한다. 몇 번 쓰고 나면 이음새가 터지곤 하지만, 보통 장난으로 선물하는 것이라 잘 쓰이지 않는다. 러시아에서는 몇 년간 엔터테인먼트로서 풍선 인형을 타고 강을 건너는 Buseambble Baba Challenge가 개최되었지만, 2013년에 "건강과 안전"을 이유로 경기가 취소되었다.
$100에서 대략 $1,000에 이르는 중간 가격대의 상품들은 폴리우레탄과 실리콘의 혼합물을 함유하지 않고, 용접된 이음매가 없이, 일반적으로 폼코어를 채워넣은 좀 더 두꺼운 비닐이나 두터운 라텍스로 제작된다. 대부분 마네킹 스타일의 플라스틱으로 만든 머리와 다듬어진 가발, 플라스틱이나 유리로 만든 눈, 때때로 잘 조형된 손발을 가진다. 어떤 비닐 인형은 가슴과 엉덩이와 같은 부위에 물을 채워넣기도 한다. 라텍스 인형은 헝가리, 중국, 프랑스에서 만들어졌지만 프랑스의 제작자 Domax만이 오늘날까지 제품을 생산하고 있다.
대부분의 라텍스 인형은 생산 과정 중에 얇은 산화아연막으로 피부를 덮어씌운 채로 배달되는데, 이는 구매자가 인형을 물로 씻어내면 제거된다. 라텍스는 소수의 사람들이 라텍스 알레르기를 일으킬 수 있긴 하지만, 반응성이 거의 없는 무독성 천연 재료이다.
대략 1,200 달러 이상인 하이엔드 섹스돌은 흔히 (2016년 기준으로 흔히 3,000 달러를 초과하는) 실리콘이나 (3,000 달러 미만인) TPE로 알려진 열가소성 엘라스토머로 만들어진다. 이러한 재질로 만들어진 인형은, 실제의 사람을 참고하여 실제와 흡사한 (영화의 특수 분장에 사용되는 것과 유사한) 피부 재료, 실제와 흡사한 (혹은 진짜) 머리카락을 사용하여 얼굴과 몸을 만들었기 때문에 실제와 굉장히 흡사할 수 있다. 이러한 인형들은 PVC나 금속 골격과 유연한 관절을 내장하여 전시와 성적인 목적을 위해 다양한 자세를 취할 수 있다. 실리콘이나 TPE로 만든 인형은 비닐이나 라텍스로 만든, 대부분이 공기로 차있는 풍선 인형보다 훨씬 무겁지만, 비슷한 크기의 실제 인간의 무게의 반 정도 밖에 나가지 않는다.
실리콘 인형은 다양한 자세를 취할 수 있어 예술가들과 사진작가들이 자주 모델로 사용한다.
일본에서는 섹스돌이 "더치 와이프" (ダッチワイフ 다치 와이푸)로 알려져 있는데, 지금은 상대적으로 값싼 섹스돌을 지칭한다. 이 명칭은 습한 나라에서 잘 때 팔다리를 땀에 젖은 이불에서 떨어뜨리기 위해 사용되는 등이나 대나무로 만든 장베개를 지칭하는 영어 용어에서 유래했다. 오리엔트 인더스트리는 일본의 하이엔드 실리콘 인형의 선도적인 제작사로 간주되는데, 싸구려 풍선 섹스돌의 이미지가 강한 용어 "더치 와이프" 와 자사의 인형을 구분하기 위해 1998년 경에 "러브 돌" (ラブドール 라부 도루)이라는 또다른 단어를 사용하기 시작하였다. 이 용어는 고착화되어 현재는 일반적으로 하이엔드 러브 돌을 지칭하기 위해 사용된다.
도쿄에는 도루 노 모리(인형의 숲)라는, 남성에게 러브 돌과 방을 빌려주는 사업이 있다. 2007년 3월에 일본의 일간지 마이니치 신문은 인형을 집으로 보내주는 사업도 존재하며, 러브 돌 전문 잡지 i-doloid는 한 호에 만 부씩 인쇄한다고 보도했다.
중간 시장, 하이엔드 시장은 1992년 경에 미국에서 등장했다. 시장은 주로 두 개의 이유로 성장하였다. 우선 섹스돌이 20년 동안 초기의 형태로부터 크게 발전하였고, 소비자들은 이러한 사실을 인터넷을 통해 접하게 되었다. 그리고 판매 방식 또한 발전하여, 오늘날 소비자들은 실제의 인형의 이음매, 머리카락, 심지어 구멍이 어떻게 생겼는지 볼 수 있다.
중국에서는 1자녀정책의 인구학적인 효과와 최근 몇 년 사이에 등장한 수많은 중국의 제작자들에 의해 우후죽순처럼 늘어났다.
오늘날에는 섹스돌을 팔지는 않고 단지 보여줌으로서 소비자들이 미학적인 요소를 고려하여 구매를 결정하는 사이트가 있다. 이후 소비자는 성인용품점에 가서 운에 맡기는 대신 온라인으로 인형을 고르고, 구매하기 전에 익명의 대화방에서 인형 소유자들과 인형 구매에 대해 논한다. 가발, 의상, 향기 등등의 개인적인 취향에 따라 주문제작된 인형도 온라인으로 구매할 수 있다.

## 비일반적 형태
일본에서는 포르노 배우나 애니 캐릭터의 실물 크기의 사진이 인쇄된 베개 형태의 "다키마쿠라"를 구매할 수 있다. 다른 특수하고 독특한 섹스돌로는 즐거운 시간을 보낼 수도 있지만 개그기프트로서 선물할 수도 있는 과체중, 간성, 노인, 에일리언 섹스돌 따위가 있다.
어떤 회사들은 봉제인형을 만드는 기술과 동일한 기술을 사용하여 옷을 입은 섹스 인형을 생산한다. 젊은 세대의 널리 퍼진 인터넷의 문화적인 사용과 함께, 천이나 다른 재료로 섹스돌을 만든 아마추어들을 위한 수많은 포럼들이 존재한다. 이러한 사이트는 심지어 MLDs (material love dolls)와의 경험과 적용된 기술에 대해 논하기 위해 목록에 등록된 이용자들에게 메일을 보낸다.
일부 부풀리는 섹스돌은 인형 형태, 특히 주로 양과 소의 형태로 만들어진다. 이 인형들은 장난 선물이나 파티 장난감에 좀 더 적합하며, 대개 성적인 사용에는 적합하지 않다.

## 새로운 재질과 기술
실리콘 인형은 처음에는 주석-경화 실리콘으로 만들어졌지만, 백금 기술은 수명이 더 길며, 찢어지고 눌린 자국이 남을 걱정을 덜었다. 이러한 이유로 "리얼돌" 제조업자는 2009년 7월에 주석 대신 백금을 사용하기로 했다고 보고하였고 다른 모든 생산자들은 이러한 방식을 따라갔다.
2012년 이후부터 TPE라는 약자로 알려진 열가소성 엘라스토머가 품질이 높지만 비싼 백금 경화 실리콘보다 사람같은 인형을 싸게 만들 수 있어 특히 중국의 생산자들이 흔히 사용하였다.
CybOrgasMatrix의 인형은 실리콘보다 탄성과 내구성이 우수하다고 주장하는 탄성 겔을 사용했다. 한 때 이 회사와 회사의 "최초의 안드로이드"는 골반의 진동 모터, 음성 효과, 열기가 나는 구멍을 제공했었지만 이러한 옵션은 이제는 이용할 수 없다. 오늘날 몇몇 현대적인 인형 제조자들은 실리콘 인형에 내부 온열 기능을 옵션으로 제공한다.

## 각국의 정책
주요 선진국을 비롯한 세계 대다수의 국가에서는 딱히 남에게 위해를 줄 수 없는 물건이라 판단하기에 별다른 재제가 없다.
보츠와나에서 남성을 위한 섹스 돌의 수출은 Section 178 of the Botswana Penal Code에 기반해 금지되었다. 법은 나아가 "보츠와나에서 외설적이거나 도덕성을 타락시키는 어떠한 물건을 소유하고, 대여하고, 거래하고, 수출입할 권리"를 금지하였다.
대한민국의 관세청에서는 섹스 돌을 풍속을 해치는 물품으로 보고 통관을 금지하고 있다. 그런데 개별 제품에 따라 법원에서는 풍속을 해치지 않는 물품으로 판단하는 경우도 있다. 관세청에서는 법원에 의해 확정된 모델만 통관을 허용중이다. 수입 회사에서는 용도를 속이고 반제품을 수입한 뒤 재조립하여 대한민국의 소비자에게 팔기도 한다. 대한민국 내에서 제조한 뒤 성인에게 판매하는 것은 허용되고 있다.

## 섹스 로봇
유럽 로봇 연구 네트워크의 헨리크 크리스텐센은 2006년 7월에 영국 선데이 타임즈에서 "사람들은 5년 안에 로봇과 섹스할 수 있을 것"이라고 말했다.
진행중인 "섹스 로봇" 또는 "섹스봇"의 개발에 반응하여, 2015년 10월에 드몽포르 대학교의 캐슬린 리처드슨과 셰브데 대학교의 에릭 빌링은 의인화된 섹스 로봇의 제작의 금지를 주장하는 섹스 로봇을 반대하는 캠페인을 창설했다. 그들은 이러한 장치의 도입은 사회적으로 해로우며, 여성과 아이들에 대한 관심이 떨어질 것이라고 주장한다.

## 참고 문서
- 아갈마토필리아
- 인공질
- 자이노이드
- 불쾌한 골짜기
- 섹스 기계
- 사물성애

## 같이 보기
- 아갈마토필리아
- 인공질
- RealDoll
- 가이노이드
- 사물성애
- 섹스 기계
- 불쾌한 골짜기

## 참고 문헌
- Alexandre, Elisabeth. Des Poupées et des hommes — enquete sur l'amour Artif. (2005). ISBN 2-84271-252-8 (Book is in French - 'Dolls and Men — Investigation into Artificial Love').
- Dorfman, Elana. Still Lovers (2005). ISBN 0-9766708-1-X. (Female art/fashion photographer photographs men and their dolls).
- Guys and Dolls: Art, Science, Fashion and relationships. Royal Pavilion, Libraries and Museums. (2005). (102-page catalogue of a major exhibition at Brighton Museum and Art Gallery, England).
- Moya, Cynthia Ann. (2006) "Artificial Vaginas and Sex Dolls: An Erotological Investigation." Dissertation, San Francisco, CA: Institute for Advanced Study of Human Sexuality. Available in hardcopy 보관됨 2012-12-08 - archive.today or CD-ROM 보관됨 2012-12-09 - archive.today.